# 武漢鋼鉄
武漢鋼鉄（集団）公司（ぶかんこうてつ（しゅうだん）こうし）は、中華人民共和国湖北省に本拠を置く、鉄鋼企業グループの国有持株会社である。1958年創業。略称は「武鋼」、「WISCO」。
イギリスの金属情報誌メタル・ブリテンによれば、グループの2009年の粗鋼生産量は3034万トンであり、アルセロールミタル・河北鋼鉄集団・宝鋼集団に次いで世界第4位、中国国内では第3位の規模を持つ。
本社は湖北省武漢市青山区。総経理は鄧崎琳が務める。

## 資本関係
国有企業であり、国務院の国有資産監督管理委員会（国資委）が100%出資する。主要な傘下企業は以下の通り。
- 武漢鋼鉄股份有限公司（簡体字: 武汉钢铁股份有限公司）
  - 湖北省武漢市青山区に拠点を置く鉄鋼企業で、製銑工場（高炉）・製鋼工場や製品工場を持つ[3]。通称「武鋼股份」。上海証券取引所に株式を上場している（コードは600005）。武鋼集団が約65%出資する[2]。
- 武漢鋼鉄集団鄂城鋼鉄有限責任公司（武汉钢铁集团鄂城钢铁有限责任公司）
  - 湖北省鄂州市に本拠を置く鉄鋼企業で、製銑工場・製鋼工場や製品工場を持つ[4]。通称「鄂鋼」。
- 武鋼集団昆明鋼鉄股份有限公司（武钢集团昆明钢铁股份有限公司）
  - 雲南省安寧市に本拠を置く鉄鋼企業で、製銑工場・製鋼工場や製品工場を持つ。武鋼と昆明鋼鉄集団有限責任公司等が出資する[5]。